# マット・アンダーソン
マット・ジェイソン・アンダーソン（Matthew Jason Anderson, 1976年8月17日 - ）は、アメリカ合衆国・ケンタッキー州ルイビル出身の元プロ野球選手（投手）。右投右打。

## 経歴

### タイガース時代
1997年、MLBドラフト1巡目（全体1位）でデトロイト・タイガースから指名され、12月23日に契約。
1998年はA+級レイクランド・タイガースとAA級ジャクソンビル・サンズでプレーし、6月にタイガースとメジャーを結んだ。6月28日のシカゴ・カブス戦でメジャーデビュー。7回表から登板し、1回を1安打無失点に抑えたものの、ブロウンセーブを記録。しかし直後の7回裏にタイガースが逆転したため、メジャー初勝利を挙げた。この年はリリーフとして42試合に登板し、5勝1敗、防御率3.27だった。
1999年は37試合に登板し、2勝1敗、防御率5.68だった。
2000年は自己最多の69試合に登板。3勝2敗1セーブ、防御率4.72だった。
2001年はクローザーとして62試合に登板し、3勝1敗22セーブ、防御率4.82だった。
2002年2月7日にタイガースと3年契約に合意。4月29日に右肩の故障で15日間の故障者リスト入りし、5月18日に復帰。5月21日に再び15日間の故障者リスト入りし、6月12日に60日間の故障者リストへ異動した。9月20日に復帰したものの、この年は12試合の登板にとどまり、2勝1敗、防御率9.00だった。
2003年は開幕ロースター入りしたが、開幕後12試合の登板で防御率6.17と結果を残せず、5月7日にAAA級トレド・マッドヘンズへ降格した。9月2日に再昇格した。この年は23試合に登板し、0勝1敗3セーブ、防御率5.40だった。
2004年3月25日に40人枠を外れ、AAA級トレドへ降格した。この年はAAA級トレドで34試合に登板し、0勝5敗1セーブ、防御率5.82だった。オフの10月15日にFAとなった。

### ロッキーズ時代
2005年2月28日にコロラド・ロッキーズとマイナー契約を結んだ。AAA級コロラドスプリングス・スカイソックスで開幕を迎え、5月30日にロッキーズとメジャー契約を結んだ。昇格後は12試合に登板したが、防御率12.60と結果を残せず、7月6日に40人枠から外れ、AAA級コロラドスプリングスへ降格した。オフの10月3日にFAとなった。

### ジャイアンツ傘下・独立リーグ時代
2006年1月17日にサンフランシスコ・ジャイアンツとマイナー契約を結んだ。AAA級フレズノ・グリズリーズで26試合に登板したが、1勝2敗、防御率9.17と安定した成績は残せず、7月26日に放出された。退団後は独立リーグであるアトランティックリーグのブリッジポート・ブルーフィッシュに入団し、15試合に登板。1勝1敗2セーブ、防御率4.11だった。
2007年は球団に所属しなかった。

### ホワイトソックス傘下時代
2008年2月26日にシカゴ・ホワイトソックスとマイナー契約を結んだ。AAA級シャーロット・ナイツで15試合に登板し、防御率5.60だった。6月5日に放出された。
2009年と2010年も球団に所属しなかった。

### フィリーズ傘下時代
2011年1月14日にフィラデルフィア・フィリーズとマイナー契約を結んだが、登板のないまま4月2日に放出された。

## 詳細情報

### 年度別投手成績
| 年 度    | 球 団    | 登 板 | 先 発 | 完 投 | 完 封 | 無 四 球 | 勝 利 | 敗 戦 | セ 丨 ブ | ホ 丨 ル ド | 勝 率 | 打 者 | 投 球 回 | 被 安 打 | 被 本 塁 打 | 与 四 球 | 敬 遠 | 与 死 球 | 奪 三 振 | 暴 投 | ボ 丨 ク | 失 点 | 自 責 点 | 防 御 率 | W H I P |
| -------- | -------- | ----- | ----- | ----- | ----- | -------- | ----- | ----- | -------- | ----------- | ----- | ----- | -------- | -------- | ----------- | -------- | ----- | -------- | -------- | ----- | -------- | ----- | -------- | -------- | ------- |
| 1998     | DET      | 42    | 0     | 0     | 0     | 0        | 5     | 1     | 0        | --          | .833  | 194   | 44.0     | 38       | 3           | 31       | 4     | 2        | 44       | 2     | 0        | 16    | 16       | 3.27     | 1.57    |
| 1999     | DET      | 37    | 0     | 0     | 0     | 0        | 2     | 1     | 0        | 3           | .667  | 180   | 38.0     | 33       | 8           | 35       | 1     | 1        | 32       | 3     | 0        | 27    | 24       | 5.68     | 1.79    |
| 2000     | DET      | 69    | 0     | 0     | 0     | 0        | 3     | 2     | 1        | 9           | .600  | 324   | 74.1     | 61       | 8           | 45       | 4     | 3        | 71       | 4     | 0        | 44    | 39       | 4.72     | 1.43    |
| 2001     | DET      | 62    | 0     | 0     | 0     | 0        | 3     | 1     | 22       | 9           | .750  | 239   | 56.0     | 56       | 2           | 18       | 4     | 0        | 52       | 9     | 1        | 33    | 30       | 4.82     | 1.32    |
| 2002     | DET      | 12    | 0     | 0     | 0     | 0        | 2     | 1     | 0        | 0           | .667  | 58    | 11.0     | 17       | 1           | 8        | 1     | 2        | 8        | 1     | 0        | 13    | 11       | 9.00     | 2.27    |
| 2003     | DET      | 23    | 0     | 0     | 0     | 0        | 0     | 1     | 3        | 4           | .000  | 105   | 23.1     | 25       | 5           | 9        | 1     | 1        | 13       | 1     | 0        | 17    | 14       | 5.40     | 1.46    |
| 2005     | COL      | 12    | 0     | 0     | 0     | 0        | 0     | 0     | 0        | 2           | ----  | 62    | 10.0     | 19       | 3           | 11       | 0     | 2        | 4        | 0     | 0        | 17    | 14       | 12.60    | 3.00    |
| MLB：7年 | MLB：7年 | 257   | 0     | 0     | 0     | 0        | 15    | 7     | 26       | *27         | .682  | 1162  | 256.2    | 249      | 30          | 157      | 15    | 11       | 224      | 20    | 1        | 167   | 148      | 5.19     | 1.58    |

- 「-」は記録なし
- 通算成績の「*数字」は、不明年度がある事を示す

### 年度別守備成績
| 年 度 | 球 団 | 投手（P） | 投手（P） | 投手（P） | 投手（P） | 投手（P） | 投手（P） |
| 年 度 | 球 団 | 試 合     | 刺 殺     | 補 殺     | 失 策     | 併 殺     | 守 備 率  |
| ----- | ----- | --------- | --------- | --------- | --------- | --------- | --------- |
| 1998  | DET   | 42        | 0         | 8         | 1         | 0         | .889      |
| 1999  | DET   | 37        | 0         | 1         | 0         | 0         | 1.000     |
| 2000  | DET   | 69        | 4         | 6         | 0         | 0         | 1.000     |
| 2001  | DET   | 62        | 9         | 5         | 0         | 0         | 1.000     |
| 2002  | DET   | 12        | 1         | 1         | 0         | 1         | 1.000     |
| 2003  | DET   | 23        | 1         | 2         | 1         | 0         | .750      |
| 2005  | COL   | 12        | 1         | 0         | 0         | 0         | 1.000     |
| MLB   | MLB   | 257       | 16        | 23        | 2         | 1         | .951      |